# 쿠르트 야라
쿠르트 야라(독일어: Kurt Jara, 1950년 10월 14일, 인스부르크 ~)는 오스트리아의 전직 축구 선수이자 감독으로, 현역 시절 미드필더로 활약하였다.

## 선수 경력

### 클럽 경력
인스브루크 출신인 야라는 인근 바커 인스브루크에서 축구를 시작하여 1973년에 스페인의 발렌시아에 입단했다. 라 리가에서 2년을 보낸 그는 독일 분데스리가의 뒤스부르크로 이적해 5년을 보냈고, 1979년에는 UEFA컵 준결승 진출의 성과를 냈다. 독일의 샬케 04에서 1년을 더 보낸 그는 스위스 슈퍼리그의 그라스호퍼에서 은퇴했다. 은퇴 직후, 그는 그라스호퍼의 지휘봉을 잡았다.

### 국가대표팀 경력
그는 1971년 7월, 상 파울루에서 벌어진 브라질과의 친선경기에서 오스트리아 국가대표팀 첫 경기를 치렀고, 1978년과 1982년에는 월드컵에 참가했다. 그는 59번의 국가대표팀 경기에 출전해 14골을 넣었다. 그의 마지막 경기는 1985년 4월에 열린 헝가리와의 월드컵 예선전 경기였다.

## 감독 경력
감독으로서, 그는 스위스의 그라스호퍼, 장크트갈렌, 그리고 FC 취리히를, 오스트리아에서는 뫼들링을 지도했으며, 크산티, 아포엘, 티롤 인스브루크, 함부르크, 그리고 카이저슬라우테른도 지휘한 경험이 있다. 2005-06 시즌에는 잘츠부르크의 감독이었다.

## 경력 통계
| 클럽            | 시즌  | 리그 | 리그 | 컵   | 컵 | 유럽 | 유럽 | 합계 | 합계 |
| 클럽            | 시즌  | 출장 | 골   | 출장 | 골 | 출장 | 골   | 출장 | 골   |
| --------------- | ----- | ---- | ---- | ---- | -- | ---- | ---- | ---- | ---- |
| 바커 인스브루크 | 68–69 |      |      |      |    |      |      |      |      |
| 바커 인스브루크 | 69–70 |      |      |      |    |      |      |      |      |
| 바커 인스브루크 | 70–71 |      |      |      |    |      |      |      |      |
| 바커 인스브루크 | 71–72 |      |      |      |    |      |      |      |      |
| 바커 인스브루크 | 72–73 |      |      |      |    |      |      |      |      |
| 바커 인스브루크 | 합계  |      |      |      |    |      |      |      |      |
| 발렌시아        | 73–74 |      |      |      |    |      |      | 24   | 5    |
| 발렌시아        | 74–75 |      |      |      |    |      |      | 33   | 6    |
| 발렌시아        | 합계  |      |      |      |    |      |      |      |      |
| 뒤스부르크      | 75–76 | 31   | 4    |      |    |      |      |      |      |
| 뒤스부르크      | 76–77 | 34   | 7    |      |    |      |      |      |      |
| 뒤스부르크      | 77–78 | 30   | 4    |      |    |      |      |      |      |
| 뒤스부르크      | 78–79 | 34   | 4    |      |    |      |      |      |      |
| 뒤스부르크      | 79–80 | 31   | 4    |      |    |      |      |      |      |
| 뒤스부르크      | 합계  | 160  | 23   |      |    |      |      |      |      |
| 샬케 04         | 80–81 | 31   | 2    |      |    |      |      |      |      |
| 그라스호퍼      | 81–82 |      |      |      |    |      |      |      |      |
| 그라스호퍼      | 82–83 |      |      |      |    |      |      |      |      |
| 그라스호퍼      | 83–84 |      |      |      |    |      |      |      |      |
| 그라스호퍼      | 84–85 |      |      |      |    |      |      |      |      |
| 그라스호퍼      | 합계  |      |      |      |    |      |      |      |      |
| 경력 합계       |       |      |      |      |    |      |      |      |      |

## 수상

### 선수
- 오스트리아 분데스리가: 1970–71, 1971–72, 1972–73
- ÖFB-컵: 1969–70, 1972–73
- 스위스 슈퍼리그: 1981–82, 1982–83, 1983–84
- 스위스컵: 1982–83

### 감독
함부르크
- DFL-리가포칼: 2003[3]